# Ernst Ruska
Ernst August Friedrich Ruska (25. december 1906 - 27. maj 1988) var en tysk fysiker, der modtog en delt nobelprisen i fysik i 1986 for sit arbejde på elektronoptik, inklusive deisgnet af det første elektronmikroskop. Den anden halvdel af prisen gik til Gerd Binnig og Heinrich Rohrer.